# Municipio de Tantoyuca
El municipio de Tantoyuca se encuentra en el estado mexicano de Veracruz, es uno de los 212 municipios de la entidad y tiene su ubicación en la zona montañosa de la región Huasteca Alta. 
El municipio tiene una población de 101,743 habitantes, conformado por 572 localidades
- Urbanas:1
- Rurales: 572

## Origen
Tantoyuca fue conquistada por la Triple Alianza a fines del siglo XV, en el siglo XVI, la fecha más antigua en la que se le alude como municipio es la del 15 de enero de 1918. Para el año de 1997 se declara como municipio libre. 

## Extensión
Tiene una superficie de 1303.3 km²., cifra que representa un 1.80 % total del Estado. Se encuentra ubicado en la zona montañosa de la Huasteca Veracruzana del Estado, en las coordenadas 21°21′ latitud norte y 98°14′ longitud oeste a una altitud de 140 metros sobre el nivel del mar.

## Orografía y límites
Ubicado en la zona norte del estado y en la parte montañosa de la región Huasteca Alta. El cual limita con los municipios de.
- Norte: Tempoal y Ozuluama.
- Sur: Chicontepec y Estado de Hidalgo.
- Este: Chontla e Ixcatepec.
- Oeste: Platón Sánchez.

## Hidrografía
Se encuentra regado por el Río Calabozo que es tributario del río Pánuco y pequeños arroyos tributarios del estero de Topila. 

## Clima
Su clima es cálido-extremoso con una temperatura promedio anual de 23 °C; su precipitación pluvial media anual es de 1,000 a 1,500 mm. 

## Principales ecosistemas
- Flora

Los ecosistemas que coexisten en el municipio son el de tipo bosque subtropical perennifolia, con especies como el guarumbo, jonotes, guanacaxtle y sangreado. 
- Fauna

Es compuesta por poblaciones de conejos, mapaches, armadillos, tejones, aves, tigrillos, venados y gran variedad de reptiles. 

## Características y uso del suelo

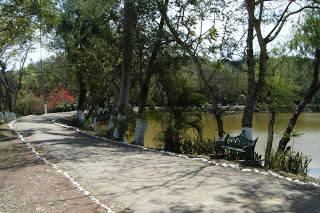
Jagüey hidalgo

Su suelo es de tipo regosol, se caracteriza por no presentar capas distintas y tiene parecido con la roca que le dio origen, es susceptible a la erosión. 

## Grupos étnicos
Existen en el municipio 66, 101 hablantes de lengua indígena, 23,288 hombres y 23, 112 mujeres, que representan el 50,89% de la población municipal. La principal lengua indígena es el huasteco; el 3,56% de la población solamente habla esta lengua, mientras que el resto de la población habla español y huasteco.
De acuerdo a los resultados que presenta el II Conteo de Población y Vivienda del 2005, en el municipio habitan un total de 66,101 personas que hablan alguna lengua indígena

## Evolución demográfica

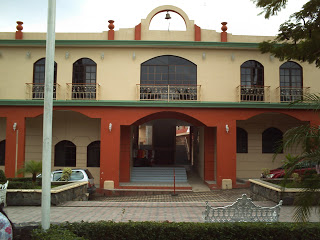
Presidencia de Tantoyuca

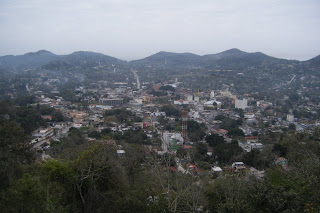
Panorámica de Tantoyuca

Contó en el año de 1995 con una población de 89, 492 habitantes, se registran en el año 4354 nacimientos y 391 muertes. 
Se estimó para el año de 1996 una población de 92 726. De acuerdo a los resultados preliminares del censo 2000, la población en el municipio es de 94 709 habitantes, 47 236 hombres y 47 473 mujeres. 
De acuerdo a los resultados que presenta el Conteo de Población y Vivienda del 2010, el municipio contó con un total de 101,473 habitantes. 

## Religión

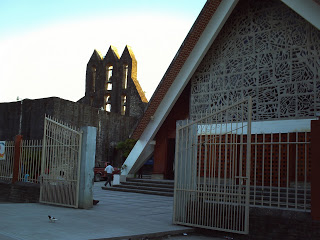
Iglesia de Tantoyuca

Tiene en el censo de 1990 una población total mayor 5 años de edad de 72,326 habitantes, que se encuentra dividida en: 63,183 católicos, 2,360 protestantes, 107 profesan otra religión y 1,034 ninguna. 

## Inicios en la educación
Las únicas escuelas oficiales fueron primero la Cantonal “Bernardo Couto” exclusivamente para varones y al término del siglo abrió sus puertas la “Leona Vicario” para niñas y como tal, tenía que ser dirigida por una dama, en el edificio donde funcionó primeramente como la única preparatoria o escuela de bachilleres que se conoció en la parte norte del Estado de Veracruz sostenida por los ganaderos por ser el sector más rico de esa época.
Los profesores y profesoras tenían por obligación de, asistir a los servicios religiosos, aún en pleno siglo XX, cuando ya se tienen noticias de que los Directores de las Escuelas Oficiales, en la Cantonal “Bernardo Couto” suplió al Maestro Z. Meraz, el Profr. Librado Parra , a él se debió el primer periódico que circuló en Tantoyuca en el año de 1901 donde fueron publicadas las festividades septembrinas cuando gobernaba como jefe político Don Efrén M. Reyna, fecha en que se dio a conocer la elevación a la categoría de ciudad la villa de Tantoyuca.
En el año de 1925, la escuela primaria José María Morelos y Pavón en la calle Libertad, donde además de impartir las clases de Gramática, Aritmética, Zoología, Botánica, Física, Química, Anatomía, Geografía, Historia de México y Universal, Geografía, Educación Moral, Inglés (optativo) y Educación Física, se leían pasajes de la Biblia del reformista Martín Lutero.
En estos planteles, no obstante haberse ordenado la aplicación del sistema fonético, solía aplicarse el arraigado Sistema Lancasteriano, en las que los alumnos más adelantados, se hacían cargo de los grupos inferiores, es decir, especie de monitores.
Hasta el año de 1956, fue costumbre que, a las escuelas de la ciudad (Urbanas) los alumnos eran convocados al ingreso a clases diariamente por veinte toques que se daban en el campanario de la capilla y fueron conocidas por las famosas veinte que se oían en todo el pueblo, tanto por la mañana como por la tarde.

## Escuelas de educación superior
- I.T.S.Ta Instituto Tecnológico Superior de Tantoyuca
- CESER "Luis Hidalgo Monroy" Escuela Normal
- UPV Universidad Pedagógica Veracruzana
- UPN Universidad Pedagógica Nacional
- Universidad del Noreste
- UPAV Universidad Popular Autónoma de Veracruz

## Salud
En este municipio la atención de servicios médicos es proporcionada por unidades médicas que a continuación se enlistan: 15 de la Secretaría de salud, una del IMSS, uno del ISSSTE y 1 de la Cruz Roja. Cabe señalar que en esta municipalidad se prestan los servicios de consulta externa. 

## Medios de comunicación
El municipio recibe publicaciones periodísticas y la señal de las estaciones de radio uno de frecuencia AM y 2 de FM., así como de las señales de los canales de Televisión. 
Tiene servicio telefónico por marcación automática en la cabecera y 27 localidades, así como telefonía rural; Además de 8 oficinas postales y 7 de telégrafos. 

## Actividad económica
- Agricultura

Cultivo:  Siembra y Producción por Toneladas :  Sésamo 40ha, 40tn; Cacahuate 100ha, 125tn; Camote 40ha, 380tn; Caña de Azúcar o  Piloncilllo 20ha, 1040tn; Chile Verde 200ha, 1600tn; Chile Verde Serrano 160ha, 1440tn ; Limón Persa 80ha, 800tn ; Maíz Grano Blanco 15,260ha, 25,040tn; Mandarina 30ha, 360tn ; Naranja Valencia 885ha, 12,390tn; Papaya Maradol 40ha, 1,200tn; Plátano 70ha, 1,050tn; Sandía Charleston ( Gray ) 30ha, 300tn; Sorgo Forrajero en Verde 260ha, 9,360tn;  Yuca Alimenticia 40ha, 160tn; Zapupe 715ha, 17,875tn.  Total 18,360ha,73,160tn.
- Ganadería

Tiene una superficie de 87,782 hectáreas dedicadas a la ganadería, en donde se ubican 8,642 unidades de producción rural con actividad de cría y explotación de animales, Cuenta con 52,808 cabezas de ganado bovino de doble propósito, además la cría de ganado porcino, ovino, equino; Las granjas avícolas y apícolas tienen cierta importancia 
- Industria

En el municipio se han establecido industrias entre las cuales encontramos 3 medianas; destacando las industrias de elaboración de hielo y fabricación de mosaicos, así como una envasadora de miel denominada “MIEL AURORA”. 
- Infraestructura hotelera

En el municipio existen, al 31 de diciembre de 1996, 7 establecimientos ò de hospedaje, los cuales hacen un total de 201 habitaciones disponibles 
- Comercio

Su comercio cuenta con 556 establecimientos que producen 105,154.2 miles de pesos de ingreso total anualizado, se emplean 1,213 trabajadores en esta actividad, con remuneraciones totales al año de 1993 de 5,728.6, así mismo tiene un mercado y 7 tiendas departamentales. 
- Servicios

En el municipio se brindan servicios de un hotel, 18 negocios de alimentos y 3 moteles. 
|  |  |  |
|  |  |  |

## Cultura
En este municipio, se celebran las fiestas religiosas el 24 de julio, en honor a Santiago Apóstol, con bailes tradicionales de danzas, tales como: Santa María, Xochitini, Carnavalera y Sonaja. Dentro de los festejos tradicionales también se acostumbra a realizar ceremonias en agradecimiento a la tierra.
Es un lugar de muchas tradiciones y entre su comida típica se encuentra el zacahuil (que es un tamal gigante), en la plaza puedes degustar las ricas aguas frescas de frutas de temporada y los ricos trolelotes (esquites tradicionales pero que además llevan mantequilla) y además de raspados o bien nieves, churros y diferentes frituras.
Los domingos se pueden encontrar en la plaza central algunos indígenas vestidos con ropas de manta y sandalias vendiendo diferentes artículos artesanales.
En el mes de abril del 2018, el Honorable Ayuntamiento Constitucional de Tantoyuca, Ver., lanza una convocatoria donde se mencionaba la invitación a los tantoyuquenses y municipios cercanos a participar en el evento para la composición del Himno a Tantoyuca en el cual participan 23 personas de ambos sexos, donde resulta ganador del certamen el día 25 de junio del 2018, el ciudadano Gumaro Argüelles Ángeles, un Buzo Profesional retirado.
Por acuerdo del H. Ayuntamiento Constitucional el mencionado Himno a Tantoyuca se entona por primera vez al público el 25 de julio del 2018; ya que en esa fecha Tantoyuca “la Perla de la Huasteca” cumplió 117 años de haber sido declarada ciudad.

## Festejos y tradiciones
Es tradicional el festejo de día de muertos en las fechas del 31 de octubre al 2 de noviembre. Se lleva a cabo un festejo de día de muertos o día de todos los santos (también llamado Xantolo) y para festejarlo jóvenes del poblado se disfrazan de distintos personajes y en cuadrillas salen a danzar por las calles anunciándose con un sonido peculiar. En época de vacaciones de Semana Santa se lleva a cabo un desfile donde participan algunas escuelas y se lleva a cabo la coronación de la reina de la feria.
| Cultura de Tantoyuca |  |
| -------------------- |  |
|                      |  |
|                      |  |

## Localidades en el municipio
- Tantoyuca (Veracruz) (Cabecera municipal; 2019 población 30,587 habitantes)
- San Sebastián (población 1,256 habitantes)
- El Lindero (población 1,123 habitantes)
- Ixcanelco (población 959 habitantes)
- Los Ajos (población 952 habitantes)
- Guayabal Aquiche (Población 524 habitantes)
- Telilas Pensador Mexicano (Población 320 Habitantes)
- Chilaperez  470
- Porvenir chopopo 756
- Mata del tigre 368
- Chijolar 592
- Galera 363
- Cardonal San Lorenzo 708

## Comida regional
- Tamales
- Zacahuil
- Pollo adobado
- Pascal: Exclusivo del municipio, caldo a base de chiles, especias y sésamo; hecho con carne de pollo o guajolote (pavo).
- Adobo: Basado en chiles, especias y carne de puerco, puede ser en salsa roja o verde.
- Enchiladas: Exclusivas en la región y el Estado, ya que por su tamaño son muy famosas, las hay de Tomate, Chile Verde, Campechanas, Chiltepín y Sésamo, de flor de calabaza